# Scholl – Die Knospe der Weißen Rose
Scholl – Die Knospe der Weißen Rose ist ein Musical von Titus Hoffmann und Thomas Borchert, welches am 14. April 2023 am Stadttheater Fürth in Fürth uraufgeführt wurde.

## Handlung
Das Musical erzählt aus der Perspektive von Traute Lafrenz von den „Tagen in der Skihütte“, die sie mit den Geschwistern Scholl und Freunden zum Jahreswechsel 1941/42 auf der Coburger Hütte in Tirol verbrachte. Durch Rückblenden und alptraumhafte Vorausschau werden die Entwicklung der Charaktere und deren Entschlussfindung zum Widerstand gegen den Nationalsozialismus anschaulich gemacht. Die Handlung basiert auf wahren Begebenheiten, die Liedtexte sind durch Originalgedichte und historische Aufzeichnungen inspiriert.

## Entstehung
Nachdem Thomas Borchert und Titus Hoffmann 2014 bei der Veranstaltung "24 Stunden Musicals" per Los als Komponist & Texter ein Team bildeten, beschlossen sie ein abendfüllendes Musical zusammen zu kreieren. Titus Hoffmann recherchierte u. a. am Institut für Zeitgeschichte in München und konnte im Familiennachlass von Inge Aicher-Scholl Originalquellen auswerten. Das Stück wurde zunächst über mehrere Jahre in geschlossenen Readings mit Studierenden der Theaterakademie August Everding in München ausprobiert und immer weiterentwickelt. Im Vorfeld zu den Proben ab Ende Februar 2023 fand in Berlin ein Workshop mit dem Ensemble der Uraufführung statt. In der zweiten Probenwoche der Uraufführungsproduktion, am 6. März 2023, verstarb Traute Lafrenz-Page im Alter von 103 Jahren, 80 Jahre nachdem ihre Freunde der Widerstandsbewegung hingerichtet wurden.

## Produktion
Die Uraufführung fand am 14. April 2023 am Stadttheater Fürth statt. Regie führte Titus Hoffmann, die Choreografie übernahm Andrea Danae Kingston. Die musikalischen Arrangements stammen von Thomas Borchert und Robert Paul. Das Bühnenbild entwarf Stephan Prattes, die Kostüme Conny Lüders. Die Produktion wurde durch die Deutsche Musical Akademie in 7 Kategorien für den Deutschen Musical Theater Preis nominiert. 2026 wird eine Neuproduktion der Originalinszenierung am Theater Magdeburg gezeigt.

## Album
Am 8. Dezember 2023 erschien das Live-Album zum Musical, welches während der Spielserie der Uraufführung am Stadttheater Fürth aufgezeichnet wurde. Die Doppel-CD wurde in der Kategorie Oper II neben Produktionen der Wiener Staatsoper oder des Royal Opera Houses von Donizetti, Tschaikowski oder Wagner u. a. mit Jonas Kaufmann und Elīna Garanča für den Preis der deutschen Schallplattenkritik nominiert. Seit dem 18. Februar 2024 ist die Aufnahme auch über alle üblichen Streamingdienste weltweit abrufbar.

## Titelliste

### Fürth
| Erster Teil - „Prolog“ – Ensemble - „Diese Worte bleiben - Preprise“ – Hans - „Das Leben ist anderswo“ – Ensemble - „Sentimentaler Quatsch“ – Sophie & Traute - „Glück“ – Traute & Hans - „Flamme sein!“ – Hans - „Maria Königin“ – Inge & Ensemble - „Entartet“ – Traute, Sophie & Ensemble - „Geist & Empfinden“ – Traute, Sophie, Ulla & Inge - „Unsolider Tanz“ – Sophie & Freddy - „Der Doppelgänger“ – Traute - „Schicksal oder Glück“ – Shurik & Hans - „Ein Windlicht“ – Inge & Traute - „Das Leben ist anderswo - Reprise“ – Ensemble - „Schweigen“ – Hans & Traute - „Am Sonntag kommt zum Kaffeeklatsch der Führer“ – Freddy & Ensemble - „Das Rad der Geschichte“ – Hans, Shurik & Ensemble | Zweiter Teil - „Propaganda“ – Shurik - „Ein Flugblatt“ – Ulla, Sophie, Inge, Hans & Shurik - „Gott ist fern“ – Sophie - „Es gibt Schlimmeres“ – Traute - „Der Doppelgänger - Reprise“ – Hans - „Diese Worte bleiben“ – Hans & Traute - „Silvester“ – Ulla, Freddy & Ensemble - „Flamme sein! - Reprise“ – Freddy - „Gemeinsam“ – Sophie & Hans - „Propaganda - Reprise (Die Weiße Rose)“ – Hans & Shurik - „Der innerste Befehl“ – Rolf - „Alptraum“ – Ensemble - „Das Geistige Gefängnis“ – Hans & Traute - „Die schönsten Tage“ – Freddy & Ulla - „Nicht der Rede wert“ – Inge & Traute - „Das Leben ist anderswo - Reprise II“ – Hans & Shurik - „Epilog“ – Ensemble |

## Besetzungen (Kreativ-Team, Ensemble & Band)
| Kreativ-Team         | Readings Theaterakademie 2021/22 | Uraufführung Fürth 2023 | Magdeburg 2026        |
| -------------------- | -------------------------------- | ----------------------- | --------------------- |
| Regie                | Titus Hoffmann                   | Titus Hoffmann          | Titus Hoffmann        |
| Musikalische Leitung | Manfred Manhart                  | Robert Paul             | Robert Paul           |
| Musical Supervision  | Thomas Borchert                  | Thomas Borchert         | Thomas Borchert       |
| Bühne                |                                  | Stephan Prattes         | Stephan Prattes       |
| Choreografie         |                                  | Andrea Danae Kingston   | Andrea Danae Kingston |
| Kostüm               |                                  | Conny Lüders            | Conny Lüders          |
| Sounddesign          |                                  | Daniel Selinger         | Daniel Selinger       |
| Lichtgestaltung      |                                  | Raphaël-Aaron Moss      | Raphaël-Aaron Moss    |
| Videoprojektion      |                                  | Sönke Feick             | Sönke Feick           |

| Rolle  | Readings Theaterakademie 2021/22 | Uraufführung Fürth 2023 | Magdeburg 2026  |
| ------ | -------------------------------- | ----------------------- | --------------- |
| Traute | Emily Mrosek                     | Judith Caspari          | Judith Caspari  |
| Hans   | Tim Morsbach                     | Alexander Auler         | Alexander Auler |
| Sophie | Juliette Lapouthe                | Sandra Leitner          | Celena Pieper   |
| Shurik | Mats Visser                      | Fin Holzwart            | Fin Holzwart    |
| Inge   | Lorena Brugger                   | Karolin Konert          | Karolin Konert  |
| Freddy | Ömer Örgey                       | Dennis Hupka            | Raphael Binde   |
| Ulla   | Julia Taschler/Jacky Smit        | Lina Gerlitz            | Lara Kareen     |

| Band             | Readings Theaterakademie 2021/22 | Uraufführung Fürth 2023   | Magdeburg 2026            |
| ---------------- | -------------------------------- | ------------------------- | ------------------------- |
| Keyboard 1/Piano | Manfred Manhart                  | Robert Paul               | Robert Paul               |
| Keyboard 2       |                                  | Hui-Fang Lee-Kronenberger | Hui-Fang Lee-Kronenberger |
| Gitarre          |                                  | Greg Dinunzi              | Greg Dinunzi              |
| Schlagzeug       |                                  | Leonardo von Papp         | Leonardo von Papp         |
| Bass             |                                  | Dirk Schmigotzki          | Dirk Schmigotzki          |

## Nominierungen für den Deutschen Musical Theater Preis 2023
| Kategorie                              | Nominee            |
| -------------------------------------- | ------------------ |
| Bestes Musical                         | Stadttheater Fürth |
| Bestes Buch                            | Titus Hoffmann     |
| Beste Komposition                      | Thomas Borchert    |
| Bestes Bühnenbild                      | Stephan Prattes    |
| Bestes Lichtdesign                     | Raphaël-Aaron Moss |
| Beste Darstellerin in einer Nebenrolle | Karolin Konert     |
| Beste Regie                            | Titus Hoffmann     |